# Визуално програмиране
Визуалното програмиране е начин за програмиране, при който не се пише код, а функционалността се постига посредством подреждане на визуални елементи – най-често блокове – всеки от който с различно предназначение.

## Описание
При традиционното програмиране инструкциите за компютъра се въвеждат като текст – програмистът използва богат речник от специални думи, които компютърът разбира. При визуалните езици за прогромиране всички тези думи са изобразени като графични обекти – блокове, линии и други. Този подход намира широко приложение при непрофесионалисти, любители и деца – ученето да се програмира, става изключително лесно и приятно, постига се голямо ниво на абстракция и нагледно се представя пътят, през който трябва да мине изпълнението на програмата.
От друга страна, визуалното програмиране има своите недостатъци – езиците не са предназначени за обща употреба, а най-често се пишат в рамките на специализирана среда. Изпълнението на програмите е далеч по-бавно в сравнение с тези, написани с код, необходима е по-голяма процесорна мощ и отделно разработването и поддържането на обемни проекти е почти невъзможно. Въпреки че инструкциите, представени с визуални елементи, са лесно четими, самото им подреждане отнема повече време, отколкото тяхното писане. Ако пък в даден момент трябва да се промени фрагмент от кода, най-вероятно ще бъде необходимо пренареждането на всички елементи.